# Skui
Lo Skui (nome ufficiale, in norvegese: Skuibakken, "trampolino Skui") è un trampolino situato a Bærum, in Norvegia. È in disuso dal 1996.

## Storia
Aperto nel 1928 e più volte ristrutturato, l'impianto ha ospitato alcune tappe della Coppa del Mondo di salto con gli sci.

## Caratteristiche
Il trampolino lungo aveva, dopo l'ultimo ampliamento, il punto K a 110 m; il primato di distanza appartiene al norvegese Pål Hansen (122 m nel 1995). Il complesso era attrezzato anche con salti minori K40, K24 e K12.